# Tour cycliste de Guadeloupe 2013
Le Tour cycliste de Guadeloupe 2013 est la 63e édition du Tour cycliste de Guadeloupe. Il s'est élancé le 2 août à Pointe-à-Pitre et s'est achevé le 11 août à Basse-Terre. Il a été remporté par le coureur français du Peltrax-CS Dammarie-lès-Lys Pierre Lebreton. Il devance le Vénézuélien José Chacón (Gwada Bikers 118) et le Japonais Miyataka Shimizu (Bridgestone Anchor), vainqueur du classement de la montagne ainsi que du combiné. Le Letton Toms Skujiņš s'adjuge les maillots blanc de meilleur jeune et vert du classement par points. Les classements points chauds et combativité sont remportés par un autre Letton, Armands Bēcis. Enfin, grâce notamment à Diego Milan Jimenez, César Bihel et Jānis Dakteris, qui terminent respectivement 8e, 10e et 11e du classement général, la formation Differdange Losch gagne le classement par équipe.

## Présentation

### Parcours
En l'absence du Mur de Saint-Claude pour des questions d'innovation, le col des Mamelles est la difficulté majeure du tour. Il sera d'ailleurs gravi deux fois lors des 4e et 6e étapes. Le comité propose ainsi un parcours certes moins montagneux que le précédent, mais qui rend la course plus nerveuse.
Le prologue de l'épreuve, de 4,6 km, se déroule à Pointe-à-Pitre, un contre-la-montre par équipe sans autre enjeu que la distribution des maillots du fait de sa courte longueur. La première étape, la plus longue, rallie la commune de Pointe-à-Pitre à celle de Saint-François. La 2e étape se déroule en deux tronçons qui conduit les coureurs vers Basse-Terre en passant par Salé et Sapotille, puis vers Gourbeyre l'après-midi lors d'un contre-la-montre individuel dont l'arrivée se juge au sommet de la côte de Dolé. Les coureurs reprennent la direction de la Grande-Terre le lendemain avec une arrivée au Gosier.
La 4e étape, première étape de montagne, est marqué par le triple enchaînement "L'Estomac à Frédérique - Baille Argent - col des Mamelles" qui conduit le peloton à Sainte-Rose. Après une nouvelle étape de plat de 143 km, les coureurs prennent la direction de Vieux-Habitants via le col des Mamelles et la montée de Loquet Pigeon.
Le peloton se dirige ensuite vers Capesterre, puis Les Abymes où se dispute un nouveau contre-la-montre individuel avant de reprendre la direction de Basse-Terre où est jugée l'arrivée finale face à la Préfecture.

### Équipes
Cette 63e édition du Tour de Guadeloupe compte 25 équipes inscrites, dont six invitées par l'organisateur. Parmi ces dernières, outre les traditionnelles Sélections de la Martinique et de la Guyane, quatre équipes professionnelles continentales étaient conviées : la Belge Doltcini-Flanders, la Japonaise Bridgestone Anchor, la Luxembourgeoise Differdange Losch, et la Lettone Rietumu-Delfin.
| \| Nom de l'équipe \| Pays \| Code UCI \| \| --------------------------- \| ---------- \| -------- \| \| Bridgestone Anchor \| Japon \| BGT \| \| Rietumu-Delfin \| Lettonie \| RBD \| \| Differdange Losch \| Luxembourg \| CCD \| \| Doltcini-Flanders \| Belgique \| DOL \| \| Peltrax-CS Dammarie-lès-Lys \| France \| \| \| Hed By Staps \| Allemagne \| \| \| Sélection Martinique \| France \| \| \| Sélection Guyane \| France \| \| |            |          |
| Nom de l'équipe | Pays       | Code UCI |
| Bridgestone Anchor | Japon      | BGT      |
| Rietumu-Delfin | Lettonie   | RBD      |
| Differdange Losch | Luxembourg | CCD      |
| Doltcini-Flanders | Belgique   | DOL      |
| Peltrax-CS Dammarie-lès-Lys | France     |          |
| Hed By Staps | Allemagne  |          |
| Sélection Martinique | France     |          |
| Sélection Guyane | France     |          |

| \| Nom de l'équipe régionale \| Ville \| \| ------------------------------------- \| -------------------------- \| \| ACL – Association Cycliste du Levant \| Saint-François \| \| CCSBT – Club Cycliste Sud Basse-Terre \| Basse-Terre \| \| CSCA/RDA \| Les Abymes \| \| Excelsior \| Baie-Mahault \| \| JCA – Jeunesse Cycliste des Abymes \| Les Abymes \| \| Gwada Bikers 118 \| Saint-François \| \| Orange USR Vélo \| Sainte-Rose \| \| PPN \| Pointe-Noire \| \| UCM \| Le Moule \| \| USL \| Lamentin \| \| UVMG \| Grand-Bourg, Marie Galante \| \| UVN \| Anse-Bertrand \| \| VCG \| Saint-Martin \| \| VCS \| Sainte-Anne \| \| VCTR \| Trois-Rivières \| \| VO2C \| Les Abymes \| \| AS Police 13 \| Les Abymes \| |                            |
| Nom de l'équipe régionale | Ville                      |
| ACL – Association Cycliste du Levant | Saint-François             |
| CCSBT – Club Cycliste Sud Basse-Terre | Basse-Terre                |
| CSCA/RDA | Les Abymes                 |
| Excelsior | Baie-Mahault               |
| JCA – Jeunesse Cycliste des Abymes | Les Abymes                 |
| Gwada Bikers 118 | Saint-François             |
| Orange USR Vélo | Sainte-Rose                |
| PPN | Pointe-Noire               |
| UCM | Le Moule                   |
| USL | Lamentin                   |
| UVMG | Grand-Bourg, Marie Galante |
| UVN | Anse-Bertrand              |
| VCG | Saint-Martin               |
| VCS | Sainte-Anne                |
| VCTR | Trois-Rivières             |
| VO2C | Les Abymes                 |
| AS Police 13 | Les Abymes                 |

## Étapes
| Étape                  | Date         | Villes étapes                   | Type                                          | Distance (km) | Vainqueur d’étape   | Leader du classement général |
| ---------------------- | ------------ | ------------------------------- | --------------------------------------------- | ------------- | ------------------- | ---------------------------- |
| Prologue               | Ven. 2 août  | Pointe-à-Pitre – Pointe-à-Pitre | Étape de plaine · Contre-la-montre par équipe | 4,0           | Rietumu-Delfin      | Andris Smirnovs              |
| 1re étape              | Sam. 3 août  | Pointe-à-Pitre – Saint-François |                                               | 163,0         | Jānis Dakteris      | Jānis Dakteris               |
| 2e étape (1er tronçon) | Dim. 4 août  | Saint-François – Baillif        |                                               | 100,0         | Johan Coenen        | Pierre Lebreton              |
| 2e étape (2e tronçon)  | Dim. 4 août  | Trois-Rivières – Gourbeyre      | Contre-la-montre individuel                   | 7,5           | Ludovic Turpin      | Pierre Lebreton              |
| 3e étape               | Lun. 5 août  | Gourbeyre – Le Gosier           |                                               | 145,7         | Cédric Eustache     | Pierre Lebreton              |
| 4e étape               | Mar. 6 août  | Le Gosier – Sainte-Rose         |                                               | 139,1         | Diego Milán         | Pierre Lebreton              |
| 5e étape               | Mer. 7 août  | Sainte-Rose – Petit-Bourg       |                                               | 145,4         | César Bihel         | Pierre Lebreton              |
| 6e étape               | Jeu. 8 août  | Petit-Bourg – Vieux-Habitants   |                                               | 143,0         | Ludovic Turpin      | Miyataka Shimizu             |
| 7e étape               | Ven. 9 août  | Vieux-Habitants – Capesterre    |                                               | 149,0         | Kéran Barolin       | Miyataka Shimizu             |
| 8e étape (1er tronçon) | Sam. 10 août | Capesterre – Les Abymes         |                                               | 100,0         | Stéphane Larochelle | Pierre Lebreton              |
| 8e étape (2e tronçon)  | Sam. 10 août | Les Abymes – Les Abymes         | Contre-la-montre individuel                   | 20,0          | Ludovic Turpin      | Pierre Lebreton              |
| 9e étape               | Dim. 11 août | Les Abymes – Basse-Terre        |                                               | 126,0         | Diego Milán         | Pierre Lebreton              |